# Студийный альбом
Студийный альбом — музыкальный альбом, состоящий из композиций, записанных под контролем звукорежиссёра на студии звукозаписи. 
Студийный альбом содержит недавно написанный и записанный материал, выделяющийся из компиляций или переизданий альбома, или концертную запись, сделанную во время исполнения на месте. Студийные альбомы, как правило, долго пишутся и обрабатываются, прежде чем будут закончены.
В современной технологии записи музыканты могут быть записаны в раздельных комнатах и в разное время, слушая другие части при помощи наушников; каждая записанная часть учитывается как отдельный трек, после чего выполняется сведе́ние.
Альбом был доминирующей формой выражения и потребления записанной музыки с середины 1960-х годов до начала XXI века, период, известный как эра альбомов.